# Hirotsugu Ono
Hirotsugu Ono (小野 展嗣, Ono Hirotsugu) est un arachnologiste japonais. Il est affilié au Musée national de la nature et des sciences de Tokyo et est diplômé de l'université de Kyōto.

## Taxons nommés en son honneur
- Larinia onoi Tanikawa, 1989
- Cyclosa onoi Tanikawa, 1992
- Eldonnia onoi (Saito, 1992)
- Ummeliata onoi Saito, 1993
- Gongylidioides onoi Tazoe, 1994
- Liphistius onoi Schwendinger, 1996
- Heteropoda onoi Jäger, 2008
- Otacilia onoi Deeleman-Reinhold, 2001
- Pycnaxis onoi (Zhang, Zhu & Tso, 2006)
- Mallinella onoi Dankittipakul, Jocqué & Singtripop, 2012
- Stertinius onoi Prószyński & Deeleman-Reinhold, 2013
- Nippononeta onoi Bao, Bai & Tu, 2017

## Quelques Taxons décrits
- Acantheis nipponicus Ono, 2008
- Adenodictyna Ono, 2008
- Adenodictyna kudoae Ono, 2008
- Ainerigone saitoi (Ono, 1991)
- Allomicythus Ono, 2009
- Allomicythus kamurai Ono, 2009
- Allothymoites kumadai Ono, 2007
- Anapistula ishikawai Ono, 2002
- Asthenargus niphonius Saito & Ono, 2001
- Comaroma hatsushibai Ono, 2005
- Cryphoeca shingoi Ono, 2007
- Cryphoeca shinkaii Ono, 2007
- Cybaeus higoensis Irie & Ono, 2000
- Cybaeus inagakii Ono, 2008
- Cybaeus kawabensis Irie & Ono, 2002
- Cybaeus kumaensis Irie & Ono, 2001
- Cybaeus takachihoensis Irie & Ono, 2010
- Cybaeus taraensis Irie & Ono, 2001
- Dolomedes yawatai Ono, 2002
- Enielkenie acaroides Ono, 2007
- Falcileptoneta aichiensis Irie & Ono, 2007
- Falcileptoneta amakusaensis Irie & Ono, 2005
- Falcileptoneta gotoensis Irie & Ono, 2005
- Falcileptoneta higoensis (Irie & Ono, 2003)
- Falcileptoneta inagakii Irie & Ono, 2011
- Falcileptoneta ogatai Irie & Ono, 2007
- Falcileptoneta satsumaensis Irie & Ono, 2005
- Falcileptoneta soboensis Irie & Ono, 2005
- Falcileptoneta tajimiensis Irie & Ono, 2011
- Femoracoelotes platnicki (Wang & Ono, 1998)
- Heptathela kanenoi Ono, 1996
- Heptathela kikuyai Ono, 1998
- Heptathela nishikawai Ono, 1998
- Heptathela yaginumai Ono, 1998
- Heptathela yakushimaensis Ono, 1998
- Humua Ono, 1987
- Humua takeuchii Ono, 1987
- Kagurargus Ono, 2007
- Kagurargus kikuyai Ono, 2007
- Komisumena Ono, 1981
- Komisumena rosae Ono, 1981
- Latouchia bachmaensis Ono, 2010
- Leptocoelotes edentulus (Wang & Ono, 1998)
- Liphistius bicoloripes Ono, 1988
- Liphistius jarujini Ono, 1988
- Liphistius niphanae Ono, 1988
- Liphistius ochraceus Ono & Schwendinger, 1990
- Liphistius onoi Schwendinger, 1996
- Liphistius ornatus Ono & Schwendinger, 1990
- Liphistius owadai Ono & Schwendinger, 1990
- Liphistius schwendingeri Ono, 1988
- Liphistius yamasakii Ono, 1988
- Malayozodarion Ono & Hashim, 2008
- Malayozodarion hoiseni Ono & Hashim, 2008
- Mallinella fulvipes (Ono & Tanikawa, 1990)
- Masirana kusunoensis Irie & Ono, 2010
- Masirana mizonokuchiensis Irie & Ono, 2005
- Masirana taioensis Irie & Ono, 2005
- Masirana taraensis Irie & Ono, 2005
- Microdipoena ogatai (Ono, 2007)
- Mysmena nojimai Ono, 2010
- Mysmena taiwanica Ono, 2007
- Nephila clavata caerulescens Ono, 2011
- Nesopholcomma Ono, 2010
- Nesopholcomma izuense Ono, 2010
- Nipponotusukuru Saito & Ono, 2001
- Nipponotusukuru enzanensis Saito & Ono, 2001
- Oilinyphia Ono & Saito, 1989
- Oilinyphia peculiaris Ono & Saito, 1989
- Orchestina flava Ono, 2005
- Qiongthela australis (Ono, 2002)
- Qiongthela nui (Schwendinger & Ono, 2011)
- Ryojius Saito & Ono, 2001
- Ryojius japonicus Saito & Ono, 2001
- Ryuthela banna Xu, Liu, Ono, Chen, Kuntner & Li, 2017
- Ryuthela henoko Xu, Liu, Ono, Chen, Kuntner & Li, 2017
- Ryuthela hirakubo Xu, Liu, Ono, Chen, Kuntner & Li, 2017
- Ryuthela iheyana Ono, 2002
- Ryuthela kisenbaru Xu, Liu, Ono, Chen, Kuntner & Li, 2017
- Ryuthela motobu Xu, Liu, Ono, Chen, Kuntner & Li, 2017
- Ryuthela nago Xu, Liu, Ono, Chen, Kuntner & Li, 2017
- Ryuthela owadai Ono, 1997
- Ryuthela sasakii Ono, 1997
- Ryuthela shimojanai Xu, Liu, Ono, Chen, Kuntner & Li, 2017
- Ryuthela tanikawai Ono, 1997
- Ryuthela unten Xu, Liu, Ono, Chen, Kuntner & Li, 2017
- Ryuthela yarabu Xu, Liu, Ono, Chen, Kuntner & Li, 2017
- Smodicinodes Ono, 1993
- Smodicinodes kovaci Ono, 1993
- Songthela Ono, 2000
- Songthela sapana (Ono, 2010)
- Stedocys Ono, 1995
- Stedocys uenorum Ono, 1995
- Teutamus christae Ono, 2009
- Tmeticodes Ono, 2010
- Tmeticodes gibbifer Ono, 2010
- Tojinium Saito & Ono, 2001
- Tojinium japonicum Saito & Ono, 2001
- Tricalamus ryukyuensis Ono, 2013
- Vinathela Ono, 2000
- Vinathela abca (Ono, 1999)
- Vinathela cucphuongensis (Ono, 1999)
- Vinathela tomokunii (Ono, 1997)
- Vulsor isaloensis (Ono, 1993)